# North Tunica
North Tunica es un lugar designado por el censo del Condado de Tunica, Misisipi, Estados Unidos. Según el censo de 2000 tenía una población de 1.450 habitantes y una densidad de población de 777.6 hab/km².

## Demografía
Según el censo de 2000, había 1.450 personas, 425 hogares y 333 familias residiendo en la localidad. La densidad de población era de 777,6 hab./km². Había 449 viviendas con una densidad media de 240,8 viviendas/km². El 4,69% de los habitantes eran blancos, el 94,90% afroamericanos, el 0,21% asiáticos y el 0,21% pertenecía a dos o más razas. El 0,41% de la población eran hispanos o latinos de cualquier raza.
Según el censo, de los 425 hogares en el 40,5% había menores de 18 años, el 26,4% pertenecía a parejas casadas, el 46,6% tenía a una mujer como cabeza de familia y el 21,6% no eran familias. El 19,5% de los hogares estaba compuesto por un único individuo y el 9,6% pertenecía a alguien mayor de 65 años viviendo solo. El tamaño promedio de los hogares era de 3,29 personas y el de las familias de 3,76.
La población estaba distribuida en un 36,4% de habitantes menores de 18 años, un 13,6% entre 18 y 24 años, un 25,2% de 25 a 44, un 15,8% de 45 a 64 y un 9,0% de 65 años o mayores. La media de edad era 25 años. Por cada 100 mujeres había 82,6 hombres. Por cada 100 mujeres de 18 años o más, había 75,3 hombres.
Los ingresos medios por hogar en la localidad eran de 14.891 dólares ($) y los ingresos medios por familia eran 16.466 $. Los hombres tenían unos ingresos medios de 16.250 $ frente a los 16.985 $ para las mujeres. La renta per cápita para la ciudad era de 6.972 $. El 50,7% de la población y el 45,5% de las familias estaban por debajo del umbral de pobreza. El 60,1% de los menores de 18 años y el 31,4% de los habitantes de 65 años o más vivían por debajo del umbral de pobreza.

## Geografía
Según la Oficina del Censo de los Estados Unidos, la localidad tiene un área total de 1,9 km², todos ellos correspondientes a tierra firme.